# Municipio de Graf
El municipio de Graf (en inglés, Graf Township) es un municipio del condado de Kidder, Dakota del Norte, Estados Unidos. Tiene una población estimada, a mediados de 2022, de 17 habitantes.
Abarca una zona exclusivamente rural.

## Geografía
Está ubicado en las coordenadas 46°40′24″N 99°30′25″O / 46.67333, -99.50694. Según la Oficina del Censo de los Estados Unidos, tiene una superficie total de 93.27 km², de la cual 81.35 km² corresponden a tierra firme y 11.92 km² están cubiertos de agua.

## Demografía
Según el censo de 2020, en ese momento había 20 personas residiendo en la zona. La densidad de población era de 0.25 hab./km². El 90.00 % de los habitantes eran blancos, el 5.00% era isleño del Pacífico y el 5.00% era de una mezcla de razas. No había hispanos ni latinos viviendo en la región.